# Hipersuperficie
En matemáticas, una hipersuperficie es una variedad n-dimensional con n > 2, es decir, un objeto geométrico que generaliza la noción de una superficie bidimensional a dimensiones superiores, del mismo modo que el hiperplano generaliza la noción de plano.
Técnicamente una hipersuperficie de dimensión n es un espacio topológico que es localmente homeomorfo al espacio euclídeo {\displaystyle \mathbb {R} ^{n}}. Ello significa que para cada punto P de la hipersuperficie hay una vecindad de P (una pequeña región que la rodea) que es homeomorfa a un disco abierto de {\displaystyle \mathbb {R} ^{n}}. Eso permite definir una serie de coordenadas locales que parametrizan dicha hipersuperficie.
El tipo más simple de hipersuperficie son las 3-variedades contenidas en el espacio de cuatro dimensiones {\displaystyle \mathbb {R} ^{4}}.